# Origines des Juifs d'Afrique du Nord

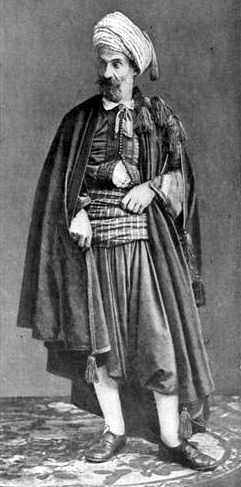
Juif algérien au XIXe siècle.

La présence d'établissements juifs en Afrique du Nord concerne dans cet article le Maghreb (Libye, Tunisie, Algérie et Maroc). L'origine des Juifs en Égypte est abordée dans l'article Histoire des Juifs en Égypte.
La présence juive est attestée dès le IIIe siècle av. J.-C. Les communautés juives sont renforcées par diverses vagues d'immigration, notamment à la suite de la destruction de Jérusalem par Titus en 70, et lors des diverses persécutions dans la péninsule Ibérique.
Le judaïsme nord-africain joue à plusieurs reprises un rôle significatif dans l'histoire juive. Son origine est cependant mal connue et est débattue par les historiens, certains estimant que la majeure partie sinon la totalité du contingent est issue des conversions, tandis que d'autres suggèrent une origine majoritairement judéenne.
Cet article ne traite pas de l'apport espagnol au judaïsme nord-africain, mieux connu et traité dans les articles relatifs aux Juifs de Tunisie, d'Algérie et du Maroc.

## Études génétiques
Les études récentes qui lèvent petit à petit le voile sur le mystère de l'origine des Juifs d'Afrique du Nord, suggèrent que le patrimoine génétique des Juifs d'Afrique du Nord provient majoritairement du Proche-Orient avec toutefois une contribution européenne et africaine, probablement berbère, minoritaire mais significative et qu'il reste proche du patrimoine génétique des autres communautés juives (Ashkénaze et Mizrahim).
Ainsi, en 2012, une étude autosomale (portant sur les 22 chromosomes homologues ou autosomes plutôt que sur les lignées maternelles ou paternelles) de Campbell et ses collègues a montré que les Juifs d'Afrique du Nord (Maroc, Algérie, Tunisie, Djerba et Libye) forment un groupe proche des autres populations juives dont l'origine se trouve au Moyen-Orient avec un apport minoritaire mais significatif de gènes d'Afrique du Nord représentant 20 % de leur génome. Deux sous-groupes principaux ont été identifiés marocain/algérien d'une part et djerbien/libyen d'autre part (les Juifs de Tunisie étant partagés entre les deux sous-groupes). Les auteurs ajoutent que cette étude est compatible avec l'histoire des juifs d'Afrique du Nord à savoir une fondation durant l'Antiquité avec un prosélytisme des populations locales suivi d'un isolement génétique durant la période chrétienne et islamique et enfin un mélange avec les populations juives séfarades émigrées durant et après l'Inquisition.

## Origine juive de nombreux Juifs du Maghreb
Outre les juifs déjà présents au Maghreb à l'époque romaine et mentionnés plus haut, une importante immigration juive en Maurétanie se produit au VIIe siècle, à la suite des persécutions dont sont victimes les Juifs d'Espagne de la part du roi wisigoth Sisebut et de ses successeurs.
Les armées arabes qui font ensuite la conquête du Maghreb, toujours au VIIe siècle, sont suivies de commerçants juifs du Yémen et d'Égypte qui pratiquent le judaïsme babylonien. Kairouan, en Tunisie, devient vite un centre de l'orthodoxie juive, qui s'oppose aux pratiques judéo-berbères trop hétérodoxes. Dès sa fondation, la ville de Kairouan, devient la ville la plus populeuse et prospère de Tunisie, en dehors de Tunis. Des Juifs d'Arabie, d'Égypte et de Cyrénaïque y affluent rapidement, confirmant les récits d'historiens arabes qui affirment que le calife omeyyade Abd al-Malik demanda à son frère, Abd al-Aziz, gouverneur d'Égypte, d'envoyer 1 000 familles coptes ou juives pour s'y installer. Ils sont bientôt rejoints, à la fin du  VIIe siècle, par une seconde vague d'immigrants, alors que le territoire est sous la direction d'Hassan Ibn Numan, le vainqueur de la Kahena.
Gérard Nahon avait soutenu cette thèse en affirmant que les juifs d'Afrique du Nord parlent arabe dès le VIIIe siècle mais connaissent aussi l'hébreu et l'araméen, langues des études sacrées.
Selon le spécialiste du Moyen-Orient Daniel Zisenwine, il y avait des contacts, surtout commerciaux, entre les communautés juives maghrébines et européennes à l'époque précoloniale. Les principaux points de contact étaient Livourne en Italie, avec son port fréquenté par les commerçants tunisiens, et Marseille en France, avec son port pour le commerce avec l'Algérie et le Maroc. La région du Maghreb produisait des épices et du cuir, des chaussures aux sacs à main. Comme beaucoup de Juifs maghrébins étaient des artisans et des commerçants, ils avaient des liens avec leurs clients européens.

## Premières attestations de centres juifs en Afrique du Nord
Selon les historiens Richard Ayoun et Bernard Cohen, l’origine des Juifs d'Afrique du Nord est très ancienne et mal connue. Compte tenu de la faible documentation historique sur cette période, il n'y a aucune certitude sur l'origine des premiers juifs dans la région. Pour l'historienne Karen Stern aussi, ce qui caractérise l'histoire des Juifs de l'Afrique du Nord romaine reste son obscurité, alors que nous disposons de plus d'information sur les Juifs d'Égypte ou de Cyrénaïque.
Les sources épigraphiques n'ont pas été complètement étudiées mais selon la Jewish Encyclopedia, elles sont rares, ce qui laisse penser que les juifs étaient alors peu nombreux. Cependant, à l'époque de la rédaction du Talmud, soit au cours du Ier siècle ap. J.-C, une forte présence juive semble attestée entre la ville de Sur (Tyr) et Carthage :
« 
Rabbi Yehouda a dit au nom de Rab que, entre Syr et Carthage, les nations reconnaissaient Israël et le Père qui est aux cieux, mais que, depuis Syr vers l’ouest et depuis Carthage vers l’est, les nations ne reconnaissent ni Israël ni le Père qui est aux cieux  »
Yann Le Bohec pense aussi  à une immigration des Juifs d'Italie, car les premières traces sont écrites en latin. Le père Delattre, attribue aussi l'origine de la communauté juive à des judéo-chrétiens.
Plusieurs évènements historiques ont successivement renforcé la présence juive, notamment lors de la prise de Jérusalem par Titus en 70. En effet, Titus aurait déporté jusqu'à 30 000 Juifs de Judée à Carthage. Flavius Josèphe, quant à lui, estime à 500 000 les juifs des colonies grecques de Cyrénaique. Sous le règne du Romain Trajan, éclate la violente insurrection des juifs de Cyrénaïque jusqu'à Alexandrie et Chypre. Celui-ci, après les avoir écrasés, déporte les survivants dans la province de Maurétanie au Maghreb actuel.
Pour Paul Monceaux, il est probable qu'il existât une communauté juive dans la Carthage punique. Mais les témoignages de cette présence ne deviennent nombreux et significatifs qu'à l'époque romaine et Carthage paraît être le centre de cette présence juive, avec particulièrement la nécropole juive de Gammarth,. Comme les autres Juifs de l’Empire, ceux d'Afrique romaine sont romanisés de plus ou moins longue date, portent des noms latins ou latinisés, arborent la toge et parlent le latin, même s’ils conservent la connaissance du grec, langue de la diaspora juive de l’époque. L'épigraphie retrouvée indiquerait que les premiers Juifs établis auraient deux origines possibles ; la ville d'Ostie en Italie, qui en commerce avec Carthage, était connue comme foyer d'une communauté juive et d'une importante synagogue et les régions de Cyrène et Alexandrie, colonies à l'origine grecques et foyers, elles aussi, d'une importante communauté juive, qui s'était révoltée contre Rome lors de la révolte juive des années 115-117.
Maurice Sartre affirme qu'« il est indiscutable qu'il n'y a pas eu d'exil général des Juifs à la suite des révoltes de 66-70 et de 132-135, et encore moins d'expulsion », même s'il y a eu, pour des raisons économiques de surpopulation essentiellement, des déplacements de population à courte distance, notamment de Judée en Galilée, entre l'époque des Maccabées et le IIe siècle. De même, dans un entretien télévisé, Sartre relativise l'importance des mouvements de population consécutifs aux deux destructions du Temple de Jérusalem. Flavius Josèphe, le seul historien contemporain de la chute du Temple ne parle, lui, que de 97 000 prisonniers juifs lors de la prise de Jérusalem, sans préciser leur destination dans l'Empire romain.

### En Libye

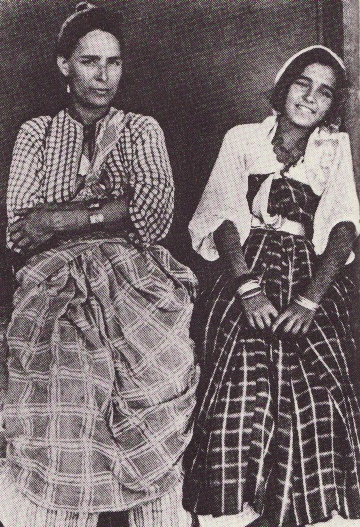
Deux femmes juives de Tripoli en habit traditionnel, 1914.

Au Ier siècle avant l'ère commune, une importante présence juive à Cyrène est attestée par Strabon cité par Flavius Josèphe : « Il y avait à Cyrène quatre (classes) : les citoyens, les laboureurs, les métèques et les juifs. Ceux-ci ont déjà envahi toutes les cités… ».
Selon l'historien Paul Sebag, l'expansion du judaïsme en Afrique du Nord s'est faite en partie par la fuite des Juifs de Cyrénaïque venu de l'Est du continent à Cyrène (actuelle Libye).
En l'an 115, de nombreux Juifs de Cyrénaïque fuirent le pays devant la rude répression de Marcius Turbo et trouvèrent refuge parmi les populations berbères dans la vallée du l'oued Righ et du Mzab dans l'actuelle Algérie et à l'extrémité de la Tunisie.
Sebag écrit dans son ouvrage dédié aux Juifs de Tunisie :
« 
On a de sérieuses raisons de penser que le judaïsme commença à se répandre parmi les populations berbères de massifs montagneux et des confins du désert aux lendemains de l'insurrection des Juifs de Cyrénaïque au début du IIe siècle. La nombreuse population juive établie de longue date en ce pays était d'origine judéenne, mais les descendants… à force de vivre au milieu de populations berbères, avaient sans doute fini par se « berbériser » par leur langue et par leur manière de vivre… Nombre d'entre eux (…) purent facilement répandre leurs croyances et leurs pratiques parmi les Berbères auprès desquels ils avaient trouvé refuge. Amorcée dès cette époque, la judaïsation des Berbères se serait obscurément poursuivie du IIe siècle au VIe siècle pour ne recevoir des persécutions byzantines qu'une nouvelle impulsion.  »
Selon Flavius Josèphe, la présence juive à Cyrène et en Libye est due à Ptolémée Ier (305-283) qui demande à des Juifs d'Alexandrie de s'y établir pour lui permettre de mieux assurer son contrôle de la région. Comme Alexandrie, Cyrène était une colonie grecque

### En Tunisie

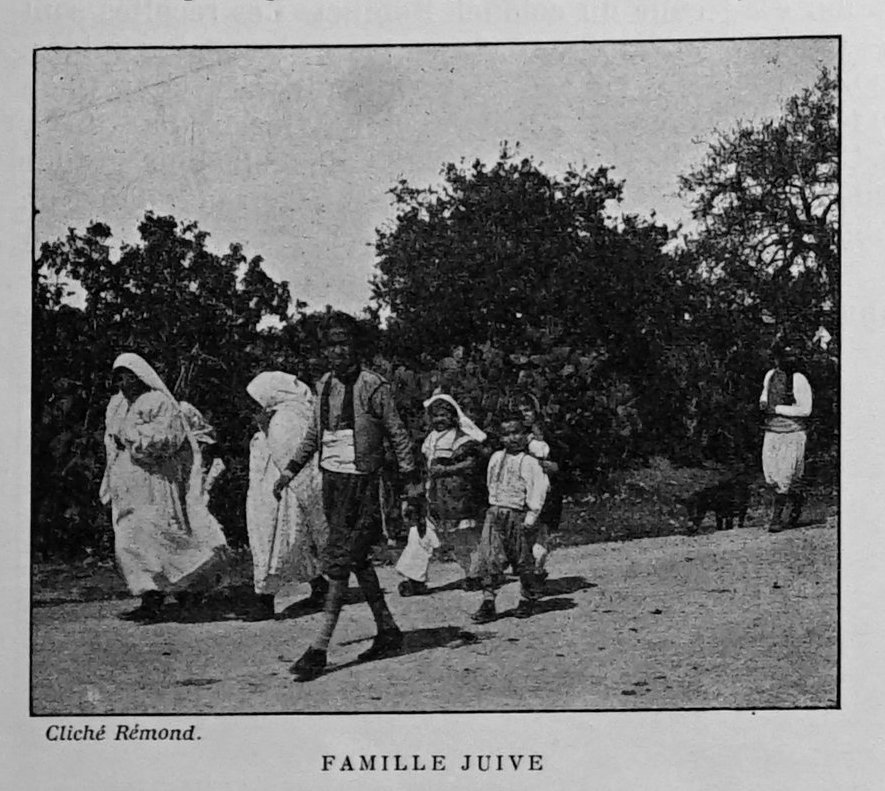
« Famille juive » en Tunisie, Revue régionale illustrée (juin 1900).

Mais ce n'est qu'au IIe siècle que la présence des Juifs en Tunisie devient incontestable, grâce à l'existence de nombreuses communautés faisant preuve de prosélytisme et facilitant ainsi l'apparition du christianisme. Le plus ancien témoignage décrivant cette situation est l'œuvre de Tertullien qui évoque tout à la fois les juifs et les païens judaïsants d'origine punique, romaine et berbère et souligne la coexistence initiale entre Juifs et chrétiens. Pour ce qui concerne la pratique religieuse, celle-ci voit se mêler lecture des Saintes Écritures en hébreu et en grec ancien et les cérémonies accueillent régulièrement des chrétiens et des païens qui se convertissent pour certains d'entre eux, d'abord en ne suivant que partiellement la loi juive (ger toshav) avant de voir leurs enfants se convertir totalement (ger tsedeq). Et le succès que rencontre le judaïsme pousse d'ailleurs les autorités à tenter de freiner les conversions par le biais de la loi alors que Tertullien rédige Adversus Judaeos (Contre les Juifs) où il défend les principes du christianisme.
Un autre témoignage de cette présence juive dans la Carthage romaine est fourni par le Talmud de Jérusalem, achevé au Ve siècle qui mentionne plusieurs rabbins de Carthage : Rabbi Isaac, Rabbi Hanan et Rabbi Abba.
À l'appui de ce témoignage sont venues s'ajouter des découvertes archéologiques comme celles d'une nécropole juive à Gammarth, au nord de Carthage, la capitale de l'Afrique romaine. Formée de 200 chambres creusées dans la roche et abritant jusqu'à 17 complexes de tombes (kokhim) chacune, elle a d'abord été considérée comme punique avant que le Père Delattre ne mette en évidence, à la fin du XIXe siècle, la présence de symboles juifs et d'inscriptions funéraires en hébreu, latin et grec.
Par ailleurs, une synagogue du IIIe ou IVe siècle, a été découverte à Naro (actuelle Hammam Lif), au sud-est de Tunis, en 1883. La mosaïque couvrant le sol de la salle principale, qui comporte une inscription latine mentionnant sancta synagoga naronitana (sainte synagogue de Naro), atteste la présence d'une communauté juive mais aussi de l'aisance de ses membres qui reproduisent alors des motifs pratiqués dans toute l'Afrique romaine, démontrant de fait la qualité de leurs échanges avec les autres populations. D'autres communautés juives sont attestées par des références épigraphiques ou littéraires à Utique, Chemtou, Hadrumète ou Thusuros (actuelle Tozeur). À Kelibia, une mosaïque représentant des menorot est découverte en 2007 par l'Institut national du patrimoine (INP) au pied de la forteresse et remonterait au Ve siècle ap. J.-C,.

### En Algérie
En Algérie proprement dite, la présence juive est attestée dans la région de Constantine dès les premiers siècles de l'ère commune, comme le montrent des épitaphes (en latin) qu'on y a découvertes. Augustin (354-430) écrit un « Traité contre les Juifs ». Puis, les historiens arabes signalent la présence de Juifs dans la région du Touat, dans le sud-ouest algérien dès le Ve siècle.

### Au Maroc

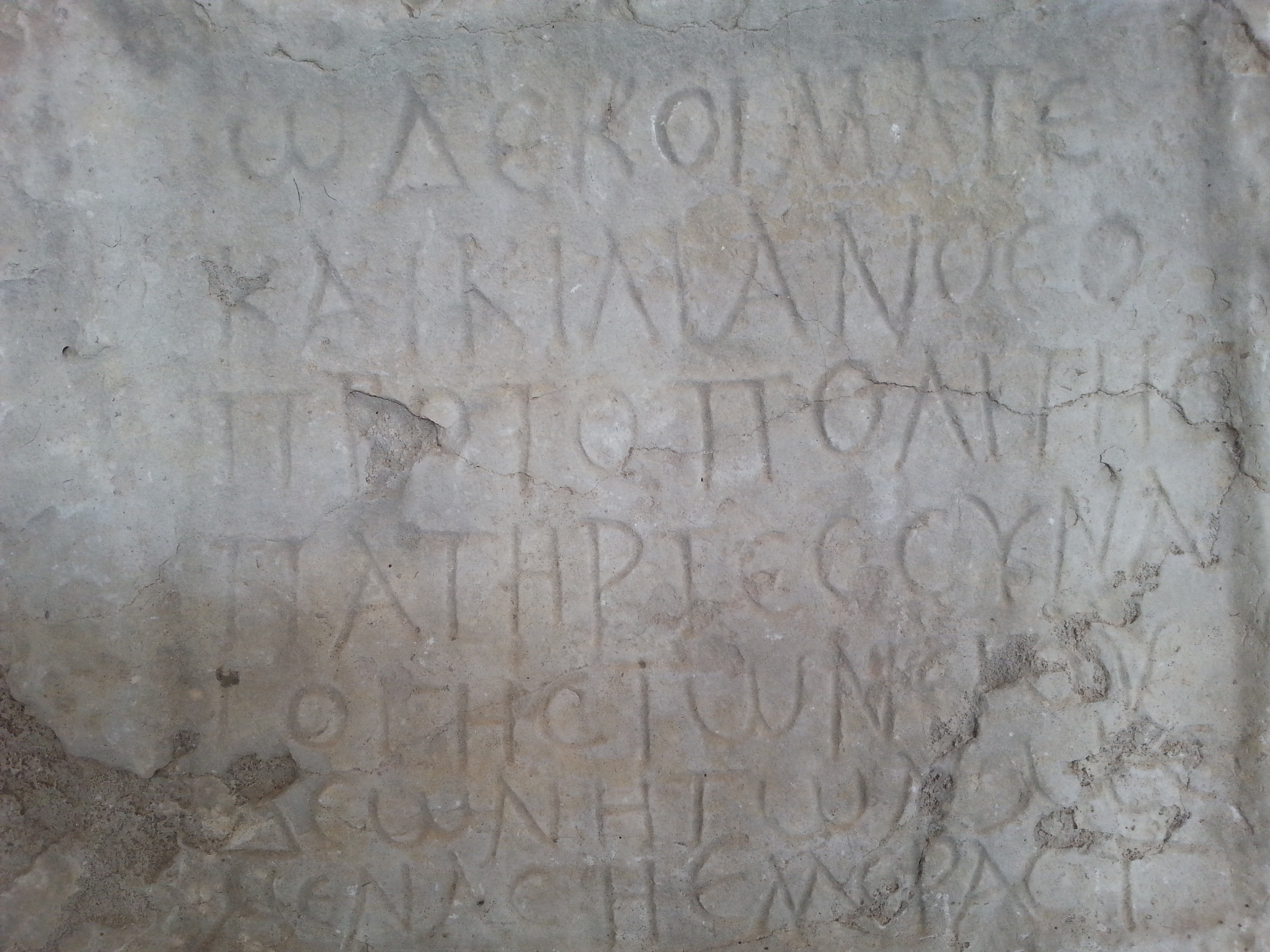
Inscription funéraire au nom en grec de Caecilianus, mort à l'âge de quarante-cinq ans, huit mois, trois jours. Le défunt est qualifié de chef de la communauté juive de Volubilis et père de sa synagogue. Calcaire du IIIe siècle.

Au Maroc, la présence juive est attestée dans la ville romaine de Volubilis, probablement avant le IIe siècle et une synagogue y existait. Des inscriptions funéraires juives en grec et en hébreu y ont été découvertes ainsi qu'à Sala, l'ancienne Salé.

## Théorie des Berbères judaïsés
L'un des principaux artisans de la théorie des Berbères judaïsés est Nahum Slouschz, d’origine russe. Il est principalement connu pour sa thèse de doctorat, La Renaissance de la littérature hébraïque (1902). Slouschz développe sa théorie dans son livre Archives Marocaines. Cette idée est également reprise par Stéphane Gsell.
Les Juifs d'Afrique du Nord se livrent au prosélytisme comme en témoigne, vers l'an 200, Tertullien qui vivait à Carthage. Mais nous ne savons pas l'importance de ce prosélytisme.

La principale source qui documente la possibilité de conversions importantes parmi les Berbères est l’historien médiéval Ibn Khaldoun pour qui, avant la conquête musulmane du Maghreb, plusieurs tribus berbères pratiquaient le judaïsme. Il rapporte : 
« Une partie des Berbères professait le judaïsme, religion qu’ils avaient reçue de leurs puissants voisins, les Israélites de la Syrie. Parmi les Berbères juifs, on distinguait les Djeraoua, tribu qui habitait l’Aurès et à laquelle appartenait la Kahena, femme qui fut tuée par les Arabes à l’époque des premières invasions. Les autres tribus juives étaient les Nefouça, Berbères de l’Ifrikïa, les Fendelaoua, les Medîouna, les Behloula, les Ghîatha et les Fazaz, Berbères du Maghreb-el-acsa ».
Ibn Khaldoun distinguait donc :
- les Djeraoua (ou Djerawa), tribu qui habitait les Aurès et à laquelle appartenait la Kahena, reine guerrière berbère qui fut tuée par les Arabes à l’époque des premières invasions ;
- les Nefousas (ou Nefzaouas), les Berbères de l’Ifriqiya ;
- les Fendelaoua, les Medîouna, les Behloula, les Ghîatha et les Fazaz, Berbères du Maghreb-el-acsa (nom arabe correspondant au Maroc).

Les tribus citées par Ibn Khaldoun sont originaires de l’actuelle Tunisie (ancienne Ifriqiya), des Aurès dans l'actuelle Algérie et de l’actuel Maroc. Mais Ibn Khaldoun ne donne pas plus de précisions sur ces tribus. Dans d’autres chapitres de son L’Histoire des Berbères, Ibn Khaldoun traite de la résistance de la Kahena à la conquête arabe ou de l’histoire des tribus citées mais sans plus mentionner leur religion.
Émile-Félix Gautier bâtit sur ce passage une construction historiographique. Il supposa que les juifs de Cyrénaïque, insurgés en 117 et écrasés par les armées de Trajan, s’étaient enfuis dans le désert libyen. Là, ils auraient converti des groupes nomades, qui, bientôt maîtres de l’élevage du dromadaire, commencèrent une migration dévastatrice vers l’ouest, dont l’installation des Djeraouas dans l’Aurès aurait été un des moments essentiels. Sans être acceptée dans tous ses détails, la théorie eut un grand succès au milieu du siècle dernier, et conforta la thèse de la Kahena juive. D’ailleurs, ajoutait-on, le nom même de celle-ci n’évoquait-il pas les Kohen, les prêtres juifs ?
La thèse que les Juifs de la période préislamique sont le plus souvent issus de tribus berbères qui furent converties au judaïsme est également soutenue par plusieurs autres historiens.
Dès 1963, l’historien israélien Haim Zeev Hirschberg, en retraduisant le texte d’Ibn Khaldoun et en reprenant de manière rigoureuse l’ensemble du dossier, remit en cause cette interprétation, et de manière générale l’existence de grandes tribus berbères juives à la fin de l’Antiquité. Hirschberg considère que les Berbères judaïsés ne constituent qu'une fraction très minoritaire des Juifs d'Afrique du Nord. En étudiant systématiquement les traditions anciennes, il parvient à la conclusion qu’il y a peu de preuves confirmant la thèse des Berbères judaïsés. D’après lui, la plupart des communautés se formèrent beaucoup plus tard, grâce à l’arrivée de commerçants juifs à l’intérieur du pays. Bien qu’il n’exclue pas qu’il ait pu exister des Berbères judaïsés, Hirschberg est sceptique quant à l’importance de ce phénomène. Dans son article publié en 1971, Mohamed Talbi souligne qu'Ibn Khaldoun fait suivre son paragraphe sur les Berbères juifs par le passage suivant :

« C’est Idris le Grand... qui, en se proclamant souverain du Maghreb, vint y effacer les dernières traces des différentes religions et confessions qui avaient subsisté (après l’islamisation). En effet, comme nous l’avons déjà mentionné, les Berbères d’Ifrîqiyya et du Maghreb étaient, avant l’Islam, sous la domination des Francs (Latins ?) et professaient le christianisme, religion qu’ils partageaient avec Byzance. Telle était la situation lorsque commencèrent les invasions musulmanes »

Ce texte refute l'idée acceptée par des nombreux auteurs qui écrivent sur ce sujet qui considèrent qu'Ibn Khaldoun décrit la situation la veille de la conquête musulmane du Maghreb. Comme l'indique Gabriel Camps, les deux tribus berbères, Djerawa et Nefzaouas, étaient de confession chrétienne avant l’arrivée de l’Islam. Alexandre Beider souligne la mention de la Syrie dans ce passage d'Ibn Khaldoun. Pourquoi Ibn Khaldoun parle-t-il de la Syrie ? Où exactement vivaient, d’après lui, les Berbères à l’époque de leur conversion présumée au judaïsme et à quelle époque fait-il en réalité allusion ? Pour trouver des réponses à ces questions il suffit de regarder d’autres pages du même volume du même livre d’Ibn Khaldoun. On y lit que : 
« les Berbères... descendent de Cham, fils de Noé, et ont pour aïeul Berber, fils de Temla, fils de Mazîgh, fils de Canaan, fils de Cam... On n’est pas d’accord, dit Ibn-el-Kelbi, sur le nom de celui qui éloigna les Berbères de la Syrie. Les uns disent que ce fut David qui les en chassa.... D’autres veulent que ce soit Josué, fils de Noun... El-Bekri les fait chasser de la Syrie par les Israélites, après la mort de Goliath, et il s’accorde avec El-Masoudi à les représenter comme s’étant enfuis dans le Maghreb à la suite de cet événement ». 
En d'autres termes, les auteurs arabes cités par Ibn Khaldoun parlent ici des temps bibliques et, de plus, l’histoire en question s’incruste dans un texte, purement mythologique, concernant des origines des Berbères au Proche Orient les liant aux événements décrits dans la Bible et aux personnages y figurant.
Selon Haïm Zafrani, la théorie selon laquelle la majorité des Juifs d'Afrique du Nord seraient d'origine berbère est soutenue par un certain nombre d'historiens. Mais, H. Zafrani indique que le Talmud suggère que ces tribus, bien que judaïsantes, ne se convertissaient pas selon la Halakha. L'auteur ajoute que « nous nous trouvons devant un vide profond et un silence quasi total des sources quant à la période qui sépare l'époque romaine la plus tardive des débuts de la conquête arabe. Avec cette conquête, on assiste à une islamisation progressive des populations autochtones ou immigrées, y compris une bonne partie des tribus berbères judaïsées ». Ainsi, les sources historiques ne permettent pas de dire dans quelle mesure les juifs d'Afrique du Nord descendent de ces tribus berbères judaïsées.
Daniel J. Schroeter invite à garder un esprit critique quant à l'importance et à la véracité de la théorie des Berbères judaïsés. En effet, il rappelle que « quelle que soit notre opinion au sujet de la conversion des tribus berbères au judaïsme dans l’Antiquité, on peut affirmer que des mythes sur les juifs berbères ont existé au Moyen Âge et que ces mythes concernaient également l’origine des Berbères dans leur ensemble. Ces mythes ont été élaborés afin de légitimer le pouvoir mérinide au XIVe siècle, avant d’être reformulés durant la période coloniale. L’historicité des légendes sur l’expansion du christianisme et du judaïsme parmi les Berbères à l’époque pré-islamique a pu servir les besoins de l’administration coloniale dans sa volonté de séparer les Berbères des Arabes. »

### Analyse linguistique selon Paul Wexler
Dans son étude non conventionnelle fondée sur la linguistique, Paul Wexler, linguiste israélien, conclut : « les Juifs séfarades sont les descendants en premier lieu des Arabes, des Berbères et d'Européens convertis au judaïsme entre la période de la création, en Asie occidentale, en Afrique du Nord et dans le Sud de l'Europe, des communautés de la première diaspora juive et le XIIe siècle de notre ère, approximativement. La composante judéo-palestinienne de cette population séfarade était minimale. ». Wexler est arrivé à cette conclusion en examinant l'évolution des langues parlées par ces populations. Ces langues ont des origines d'une hétérogénéité surprenante mais ne contiennent que très peu d'éléments judéens. Des mots d'origine judéo-arabe du Maghreb et des vestiges de coutumes berbères se retrouvent. Si l'influence de la langue arabe y était dominante au niveau syntaxique, l'influence berbère y était encore plus grande du point de vue du bagage culturel-religieux.
En revanche, l'hébreu et l'araméen n'apparurent vraiment dans les textes juifs qu'à partir du Xe siècle apr. J.-C. Ce ne furent donc pas des exilés ou des émigrés de Judée arrivés en Espagne au Ier siècle de notre ère qui apportèrent avec eux leur langue d'origine . L'hypothèse émise est donc que les premiers bourgeonnements du judaïsme dans la péninsule Ibérique firent leur apparition au cours des premiers siècles de l'ère chrétienne, véhiculés par des soldats, des esclaves et des commerçants romains convertis. Plus tard, la cruauté du royaume wisigoth à l'égard des Juifs et des nouveaux convertis, surtout au cours du VIIe siècle, incita un grand nombre d'entre eux à s'enfuir et à émigrer en Afrique du Nord.

### Analyse onomastique selon Alexander Beider
Pour Alexander Beider spécialiste de l'onomastique juive, « la théorie selon laquelle une grande partie des juifs du Maghreb descend des Berbères convertis au judaïsme est purement spéculative. » Il montre que tous les arguments basés sur les noms de famille suggérés par les partisans de la théorie des Berbères judaïsés tentant de rattacher ces noms aux prosélytes berbères au judaïsme sont indéfendables. Pire, il s'avère que pour corroborer ses thèses, le fondateur de cette théorie, Nahum Slouschz est allé jusqu'à inventer des noms de lieu qui n'ont jamais existé. De plus, l'origine berbère n'est valable que pour plusieurs dizaines de noms de famille juifs du Maroc, ainsi que quelques noms de famille dans l'est de l'Algérie. Ces noms sont apparus dans les communautés juives qui utilisaient un idiome berbère comme langue vernaculaire. Rien n'indique qu'ils existaient déjà au Moyen Âge. 
« C'est la considération du corpus des prénoms et des idiomes judéo-arabes qui apporte à cette théorie le coup de grâce : aucun substrat berbère n’y est identifiable. »
Beider souligne que le texte d’Ibn Khaldoun ne laisse aucun doute sur la signification du nom rendu dans la traduction française comme la Kahena. Il s’agit d’une transcription du nom commun arabe kâhina كَاهِنَة  « celle qui prédit l’avenir », précédé par l’article défini arabe al- (traduit comme « la » en français). Ibn Khaldoun indique que son vrai nom était Dihya (ou Dahya), alors que al-Kâhina n’était que son sobriquet. Sûrement, ce surnom ne corrobore pas sa judéïté et encore moins son lien imaginé avec les prêtres juifs. Toutefois, Alexander Beider précise bien que son travail n'aborde pas la question de l'origine des Juifs qui vivaient avant le XIVe siècle en Afrique du nord. Mais rien n'indique que leur origine soit différente de celle des Juifs de l'espace arabo-musulman qui s’était formé après les invasions arabes et qui incluait l'Afrique du Nord, l'Espagne et la Sicile.

## Sources